# Княжество Брауншвайг-Волфенбютел
Княжество Брауншвайг-Волфенбютел (на немски: Fürstentum Braunschweig-Wolfenbüttel) е княжество в състава на Херцогство Брауншвайг-Люнебург от 1269 г. до 1815 г. Столици са Волфенбютел и Брауншвайг.
До ликвидирането на Свещената Римска империя на немската нация през 1806 г. Брауншвайг-Волфенбютел е управлявано от различни частични династии на Велфите.
През 1814 г. на Виенския конгрес от княжеството се създава Херцогство Брауншвайг.